# Зехајм-Југенхајм
Зехајм-Југенхајм (њем. Seeheim-Jugenheim) општина је у њемачкој савезној држави Хесен. Једно је од 23 општинска средишта округа Дармштат-Дибург. Према процјени из 2010. у општини је живјело 15.952 становника. Посједује регионалну шифру (AGS) 6432022.

## Географски и демографски подаци
Зехајм-Југенхајм се налази у савезној држави Хесен у округу Дармштат-Дибург. Општина се налази на надморској висини од 135 метара. Површина општине износи 28,0 km². У самом мјесту је, према процјени из 2010. године, живјело 15.952 становника. Просјечна густина становништва износи 570 становника/km².

## Међународна сарадња
| Мјесто   | Држава    | Врста сарадње | Од    |
| -------- | --------- | ------------- | ----- |
| Черењано | Италија   | партнерство   | 2008. |
|          | Француска | партнерство   | 1982. |
|          | Чешка     | партнерство   | 1996. |
| Извор    |           |               |       |